# Karol Frenkel
Karol Frenkel (ur. 1891, zm. 22 stycznia 1920 we Lwowie) – polski filozof.

## Życiorys
Studiował na Uniwersytecie Lwowskim, gdzie w 1914 uzyskał dyplom doktora filozofii (na podstawie pracy Sympatia i współczucie u Hume'a i Schopenhauera). Pracował następnie w Bibliotece Uniwersyteckiej. W pracy naukowej zajmował się zagadnieniami etyki, planował powołanie do życia "towarzystwa szerzenia kultury etycznej". Ogłosił m.in. rozprawę O przedmiocie oceny etycznej (w "Przeglądzie Filozoficznym"), pośmiertnie staraniem przyjaciół ukazała się praca O pojęciu moralności (1925).
Źródła:
- Kazimierz Ajdukiewicz, Karol Frenkel, w: Polski Słownik Biograficzny, tom VII, 1948-1958